# Bic Runga
Briolette Kah Bic RUnga (Christchurch; 13 de enero de 1976), conocida simplemente como Bic Runga, es una artista neozelandesa de pop, cuyo primer álbum en solitario, Drive, debutó en el número uno en las listas de Nueva Zelanda. Desde entonces se ha convertido en una de las artistas más vendidas de Nueva Zelanda en la historia reciente. Runga también ha encontrado el éxito internacional en Australia, Irlanda y en cierta medida en el Reino Unido.
En enero de 2006, la reina hizo a Runga una miembro de la Orden del Mérito de Nueva Zelanda.

## Biografía
Su madre, Sofía Tang, fue una cantante de salón en Malasia, cuando conoció a Joseph Runga, un soldado maorí de permiso Vietnamita. Posteriormente se mudaron a Nueva Zelanda. 
Runga nació en Hornby, Christchurch rodeada de una familia con inclinaciones musicales, y comenzó a grabar canciones con sus hermanas, Boh y Perla, cuando ella tenía sólo cuatro años de edad.
Aprendió a tocar la batería a la edad de once años, y la guitarra y el teclado a los catorce. Asistió a la Escuela Secundaria de Cachemira, formando parte de grupos de música de secundaria y tocando con grupos de jazz locales durante su adolescencia.

## Discografía
- En agosto de 1997 lanzó Drive, que incluye a la canción "Sway", presente en la banda sonora de la película American Pie.
- En el 2000 lanzó Together in Concert: Live, resultado del tour hecho junto con los cantantes Tim Finn y Dave Dobbyn ese mismo año.
- En 2002 realizó su segundo trabajo en solitario, Beautiful Collision. Resultó un éxito en Nueva Zelanda.
- En 2003, junto con la Orquesta Sinfónica de Christchurch, grabó otro disco en vivo, Live in Concert with the Christchurch Symphony.
- En 2005 salió su tercer disco como solista, Birds, con "Winning Arrow" como primer sencillo.
- En 2007 trabajó en The Acoustic Winery Tour - Ascension Vineyard, Matakana, NZ, otro trabajo en vivo.
- En 2008 fue lanzado Try To Remember Everything, con 14 grabaciones inéditas, compuestas entre 1996 y 2008. Recibió el certificado como disco de oro al mes de su lanzamiento.
- En 2011 publicó su disco Belle.
- En 2016 aparece su último disco Close your eyes.

- Datos: Q467035
- Multimedia: Bic Runga / Q467035